# Koroška Rinka
Il Koroška Rinka con 2.433  m s.l.m. è una cima delle Alpi di Kamnik e della Savinja.

## Descrizione
La vette è situata nel comune di Jezersko.

## Ascensioni
- Jezersko – rifugio Kranjski planinski - direzione di sella Jezersko - Koroška Rinka (4 ore)